# Torsten Geerdts

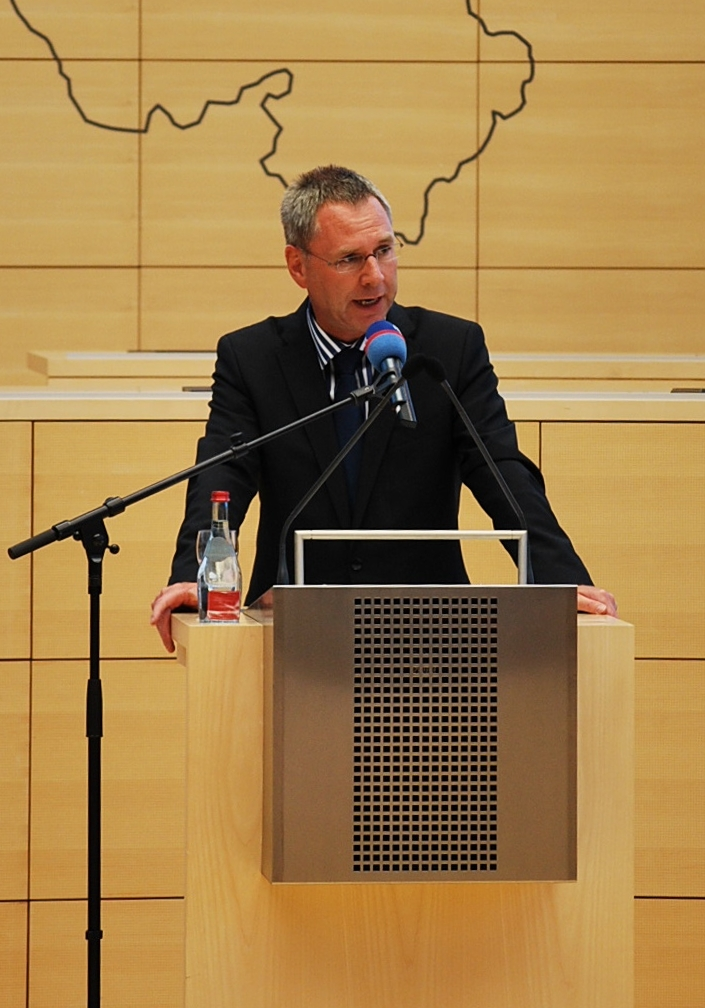
Torsten Geerdts (2010)

Torsten Geerdts (* 16. April 1963 in Neumünster) ist ein deutscher Politiker (CDU). Er ist Präsident des Deutschen Roten Kreuzes in Schleswig-Holstein. Zuvor war er von Juni 2017 bis Juni 2022 Staatssekretär im Ministerium für Inneres, ländliche Räume und Integration des Landes Schleswig-Holstein. Zuvor war er von 2014 bis 2017 Sprecher des Vorstands beim Landesverband Schleswig-Holstein des Deutschen Roten Kreuzes, von Oktober 2009 bis Juni 2012 Präsident des schleswig-holsteinischen Landtages und von Januar 2008 bis Oktober 2009 Parlamentarischer Geschäftsführer der dortigen CDU-Fraktion.

## Leben und Beruf
Nach der Mittleren Reife absolvierte Geerdts eine Ausbildung zum Industriekaufmann und leistete anschließend seinen Wehrdienst ab. Danach war er als Angestellter beim Deutschen Roten Kreuz in Neumünster tätig. Von 2002 bis 2014 war er Vorsitzender des Deutschen Kinderschutzbundes in Neumünster.
Geerdts ist seit 2013 Vorstandsmitglied der Hermann-Ehlers-Stiftung e. V.
Seit 2022 ist Geerdts Präsident des Deutschen Roten Kreuzes im Landesverband Schleswig-Holstein.

## Partei
Geerdts trat 1979 in die CDU ein. Er war von 1985 bis 1992 Kreisvorsitzender der Christlich-Demokratischen Arbeitnehmerschaft (CDA) in Neumünster, von 1992 bis 1999 CDA-Landesvorsitzender in Schleswig-Holstein und von 1997 bis 2010 stellvertretender Landesvorsitzender der CDU Schleswig-Holstein und Vorsitzender des CDU-Kreisverbandes Neumünster. Kreisvorsitzender der CDU Neumünster war Geerdts auch noch einmal von 2012 bis 2013.

## Abgeordneter
Von 1992 bis 2012 war er Mitglied des Landtages von Schleswig-Holstein. Hier gehörte er seit 1996 dem Vorstand der CDU-Landtagsfraktion an und war von 2002 bis 2005 stellvertretender Vorsitzender des Sozialausschusses des Landtages. Am 1. Januar 2008 trat er als Parlamentarischer Geschäftsführer der CDU-Landtagsfraktion die Nachfolge von Monika Schwalm an. Torsten Geerdts gewann bei der Landtagswahl am 27. September 2009 erstmals den Wahlkreis Neumünster direkt und zog so erneut in den Landtag ein. Vom 27. Oktober 2009 bis zum 5. Juni 2012 war er Landtagspräsident. Bei der Landtagswahl 2012 verlor er sein Direktmandat; die Landesliste, auf der Geerdts auf Platz 2 stand, kam nicht zum Zug, weshalb er dem 18. Landtag nicht mehr angehörte. Sein Nachfolger als Landtagspräsident wurde Klaus Schlie (CDU).
Geerdts wurde vom Landtag 1999, 2004, 2009, 2010 und 2012 in die Bundesversammlung entsandt.
Geerdts gehörte von 1990 bis 1994 als Ratsmitglied und von 2003 bis 2008 als CDU-Fraktionsvorsitzender der Ratsversammlung der Stadt Neumünster an. Er ist zur Kommunalwahl 2008 nicht mehr angetreten.

## Öffentliche Ämter
Ab dem 28. Juni 2017 war Geerdts Staatssekretär im Ministerium für Inneres, ländliche Räume und Integration des Landes Schleswig-Holstein in dem von Ministerpräsident Daniel Günther geführten Kabinett Günther I. Dort war er für die Bereiche Integration und Polizei zuständig. Im Zuge der Bildung des Kabinetts Günther II schied er am 29. Juni 2022 wieder aus diesem Amt aus.